# Hassi Ben Okba
Hassi Ben Okba (em árabe: حاسي بن عقبة) é uma comuna localizada na província de Orã, Argélia. De acordo com o censo de 2009, a população total da cidade era de 13 905 habitantes.